# Западен брегобегач
Западен брегобегач (Calidris mauri) е вид птица от семейство Бекасови (Scolopacidae).

## Разпространение и местообитание
Разпространен е в Американските Вирджински острови, Ангуила, Антигуа и Барбуда, Аруба, Барбадос, Бахамските острови, Белиз, Бермудските острови, Британските Вирджински острови, Венецуела, Гваделупа, Гватемала, Гвиана, Гренада, Доминика, Доминиканската република, Еквадор, Кайманови острови, Канада, Колумбия, Коста Рика, Куба, Малки далечни острови на САЩ, Мартиника, Мексико, Монсерат, Никарагуа, Панама, Перу, Пуерто Рико, Русия, Салвадор, САЩ, Сейнт Винсент и Гренадини, Сейнт Китс и Невис, Сейнт Лусия, Суринам, Тринидад и Тобаго, Търкс и Кайкос, Френска Гвиана, Хаити, Хондурас, Чили и Ямайка.